# Candle (chanson de Sonic Youth)
Pour les articles homonymes, voir Candle.
 (août 2021).
Si vous disposez d'ouvrages ou d'articles de référence ou si vous connaissez des sites web de qualité traitant du thème abordé ici, merci de compléter l'article en donnant les références utiles à sa vérifiabilité et en les liant à la section « Notes et références ».
Candle est un single du groupe Sonic Youth, il fut publié en 1989 sur Enigma/Blast First. Sa face A est composée du morceau Candle, tiré de l'album Daydream Nation, alors que sa face B contient 4 morceaux lives et une conversation téléphonique entre Lee Ranaldo et Wharton Tiers, datant de 1983 et parlant de la création de l'album Confusion Is Sex. Les deux premiers morceaux de la face B sont tirés d'un concert donné le 19 novembre 1988 à Los Angeles (États-Unis) ; les deux morceaux suivants proviennent du concert donné le 21 décembre 1985, à Los Angeles également.

## Titres
1. Candle (Edit)

1. Intro
2. Hey Joni
3. Flower
4. Ghost Bitch
5. Conversation